# Jerry Dino
Jerry Dino (ur. 20 września 1964, zm. 7 września 2001 w Manili) – filipiński judoka. Dwukrotny olimpijczyk. Zajął 33. miejsce w Seulu 1988 i 35. w Barcelonie 1992. Walczył w wadze ekstralekkiej.
Uczestnik mistrzostw świata w 1993 roku. 

## Letnie Igrzyska Olimpijskie 1988
| Konkurencja | Eliminacje           | Klas. końcowa |
| Konkurencja | Przeciwnik I         | Miejsce       |
| ----------- | -------------------- | ------------- |
| 60 kg       | Zhang Guojun (CHN) P | 33.           |

## Letnie Igrzyska Olimpijskie 1992
| Konkurencja | Eliminacje            | Klas. końcowa |
| Konkurencja | Przeciwnik I          | Miejsce       |
| ----------- | --------------------- | ------------- |
| 60 kg       | Willis García (VEN) P | 35.           |